# Haute Matsiatra

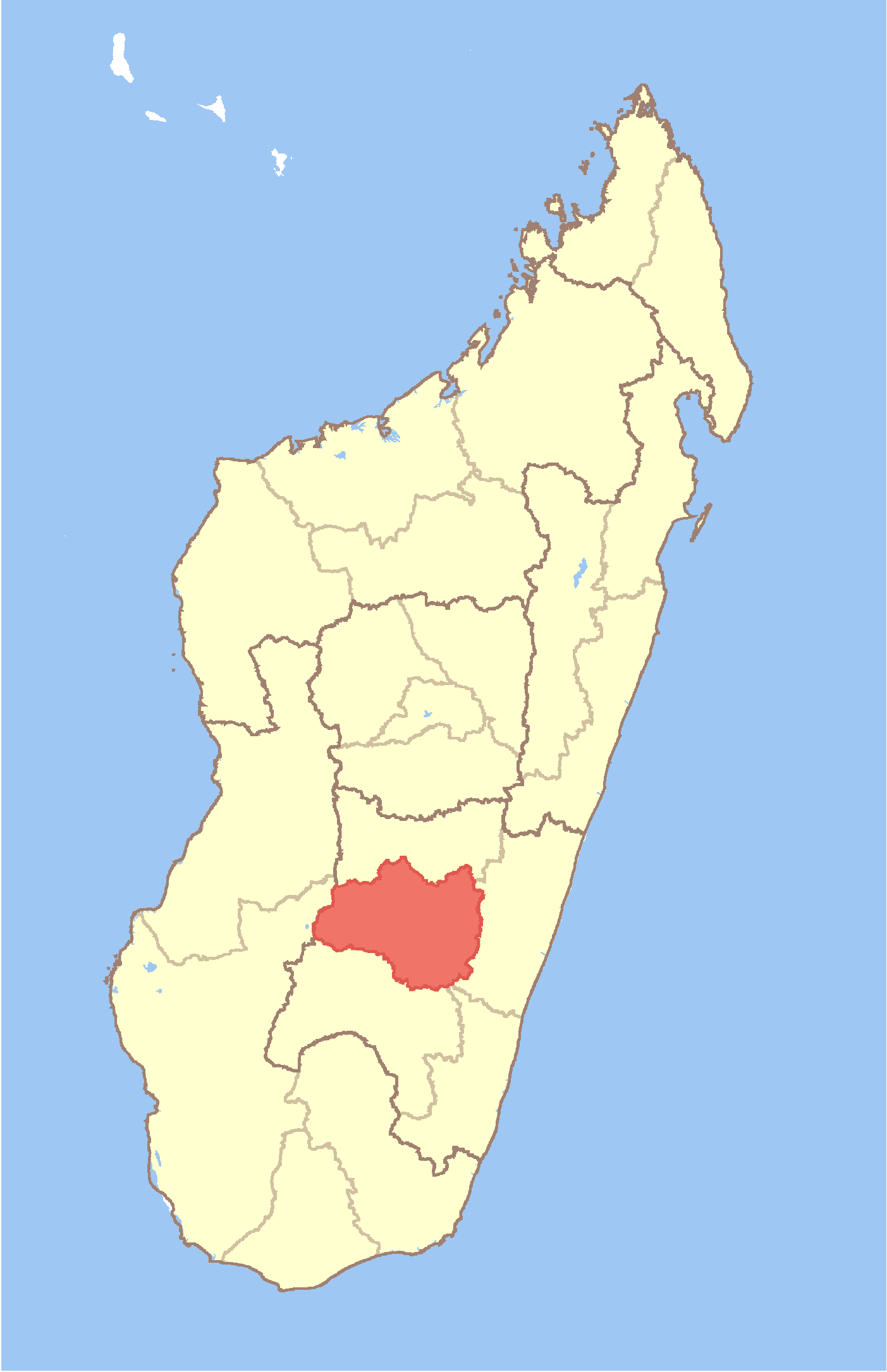

Haute Matsiatra é uma região de Madagáscar localizada na província de Fianarantsoa. Sua capital é a cidade de Fianarantsoa.